# Герби Білорусі

## Герби областей

Берестейська область
Вітебська область
Гомельська область
Гродненська область
Мінська область
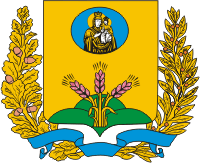
Могильовська область

## Герби міст і районів

### Берестейська область

Берестейський район
Берестя
Барановичі
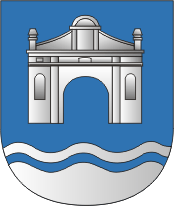
Береза
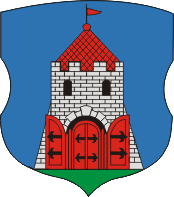
Високе
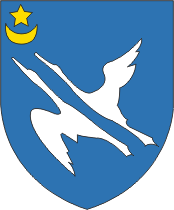
Ганцевичі, Ганцевицький район
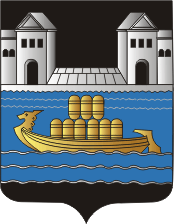
Давид-Городок
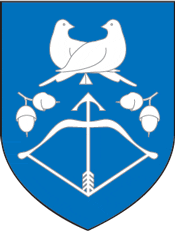
Дрогичин
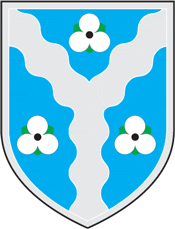
Жабинка
Іванове
Івацевичі
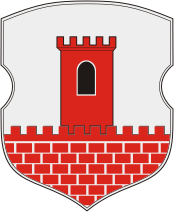
Кам'янець
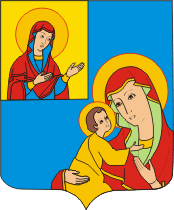
Кобринь, Кобринський район
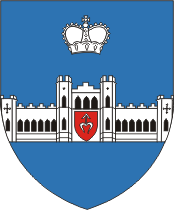
Косово
Лунинець
Ляховичі
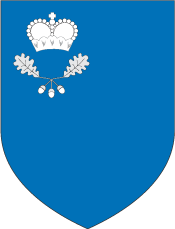
Малорита
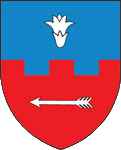
Мікашевичі
Пінськ, Пінський район
Пружани
Столін

### Вітебська область

Вітебськ
Браслав
Верхньодвінськ
Дубровно
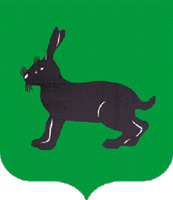
Копись
Лепель
Ліозна
Новополоцьк
Орша
Полоцьк
Постави
Россони
Сєнно
Толочин
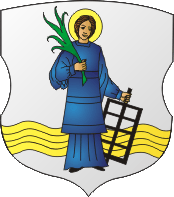
Ушачі
Чашники

### Гомельська область

Гомель
Буда-Кошельово
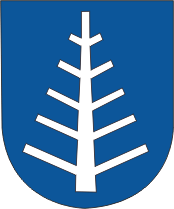
Василевичі
Вєтка
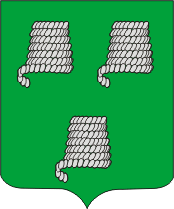
Добруш
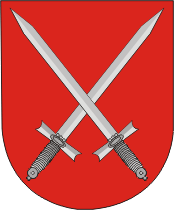
Єльськ
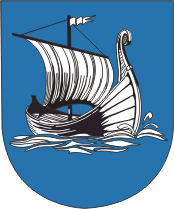
Жлобин
Житковичі
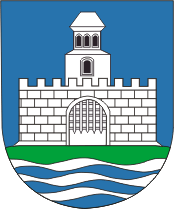
Лоєв
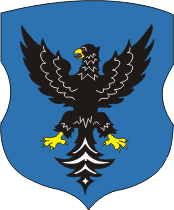
Мозир
Наровля
Петриков
Рогачов
Речиця
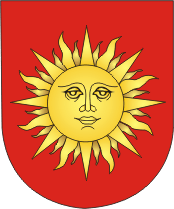
Свєтлогорськ
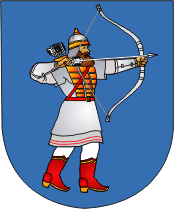
Турів
Хойники
Чечерськ

### Гродненська область

Гродно
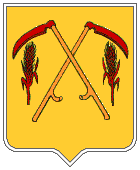
Одельськ
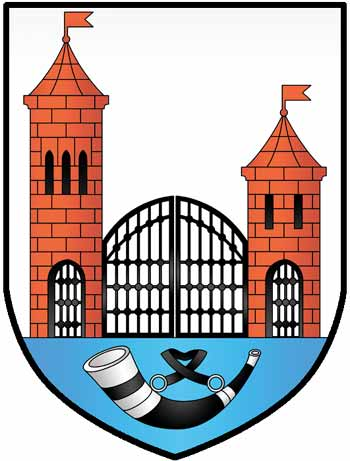
Скідель
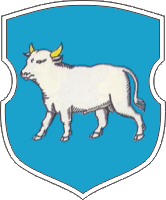
Сопоцькин
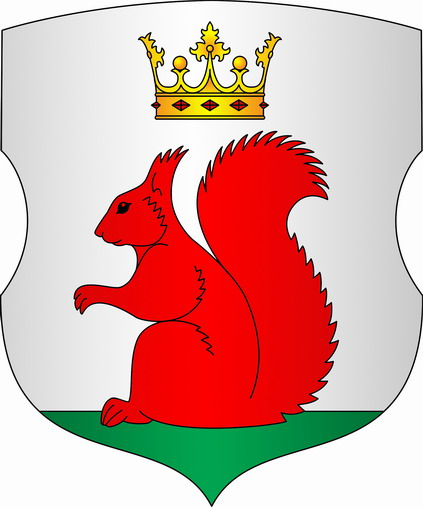
Велика Берестовиця
Волковиськ
Красносельський
Вороново
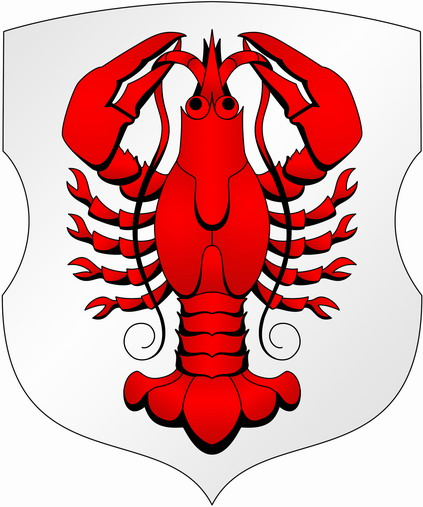
Радунь
Дятлово
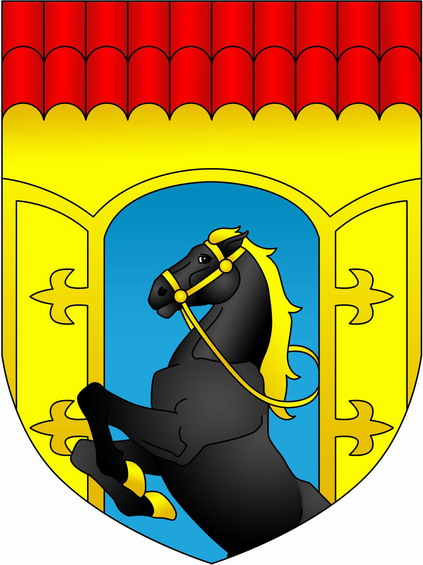
Зельва
Ів'є
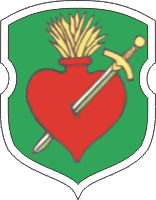
Геранени
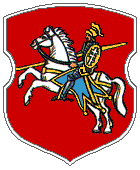
Ліпнішки
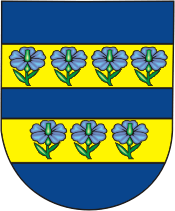
Кореличі
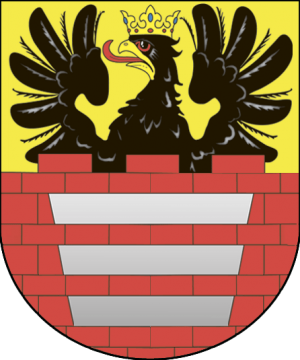
Мір
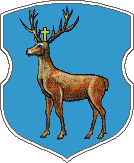
Цирін
Ліда
Березовка
Мости
Новогрудок
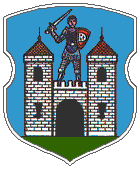
Любча
Островець
Ошмяни
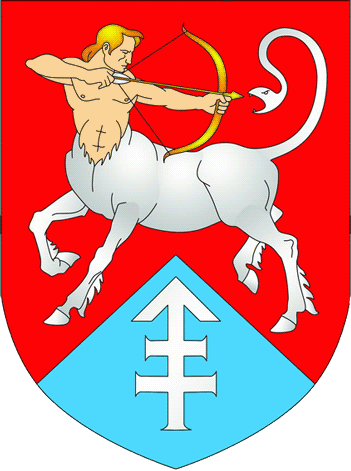
Гольшани
Свіслоч
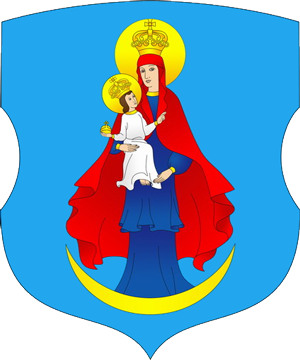
Порозово
Слонім
Сморгонь
Крево
Щучин
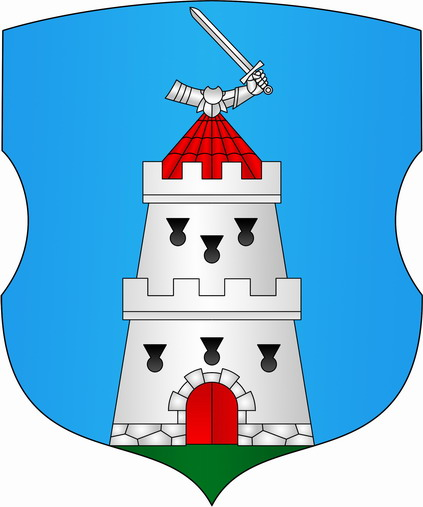
Острина
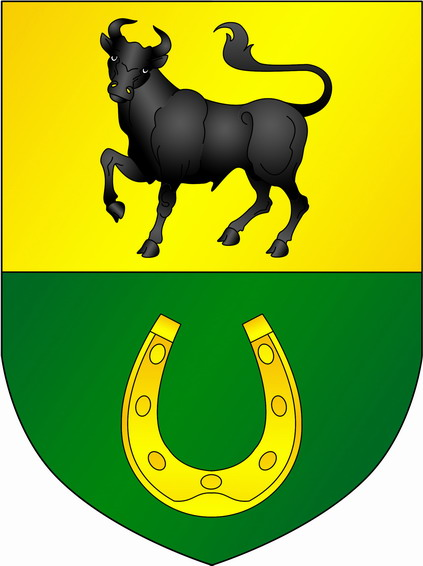
Желудок

### Мінська область

Мінськ
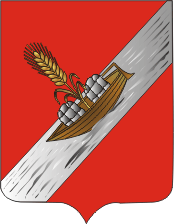
Вілейка
Воложин
Дзержинськ
Жодино
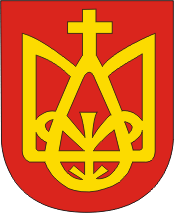
Заславль
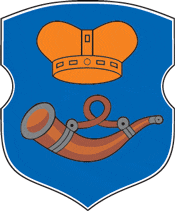
Клецьк
Копиль
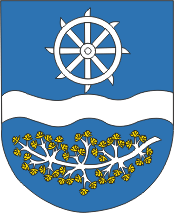
Крупки
Логойськ
Любань
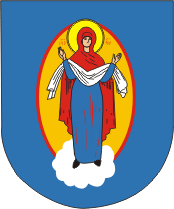
Мар'їна Горка
Молодечно
Мядель
Несвіж
Слуцьк
Смолевичі
Солігорськ
Столбці
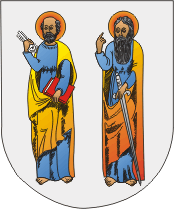
Узда
Фаніполь
Червень

#### МістоМінськ

Герб Мінська

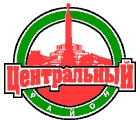
Емблема Центрального району
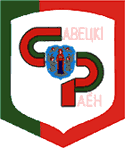
Емблема Радянського району
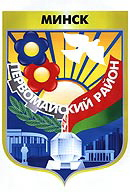
Емблема Первотравневого району
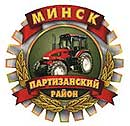
Емблема Партизанского району
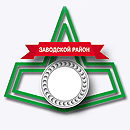
Емблема Заводського району
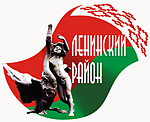
Емблема Ленінського району
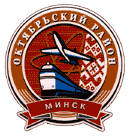
Емблема Жовтневого району
Емблема Московського району
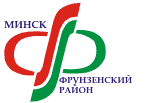
Емблема Фрунзенського району

### Могильовська область

Могильов
Бобруйськ
Бихів
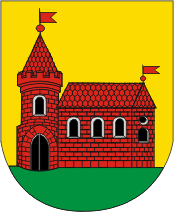
Глуськ
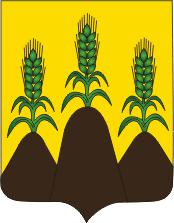
Горки
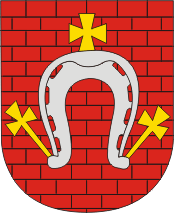
Дрибин
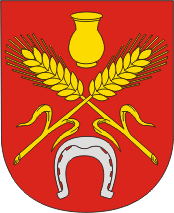
Костюковичі
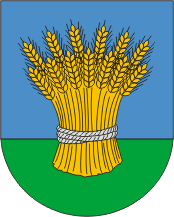
Кіровськ
Климовичі
Кличев
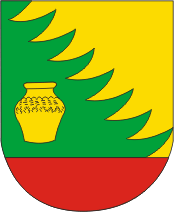
Краснопілля
Кричев
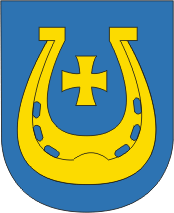
Кругле
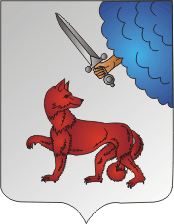
Мстиславль
Славгород
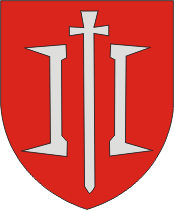
Хотимськ
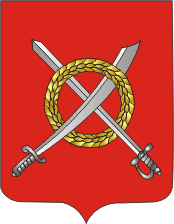
Чауси
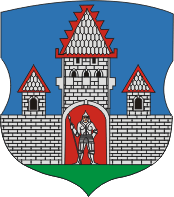
Чериков
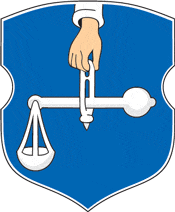
Шклов